# Watergate Babies
Der Begriff Watergate Babies ist ein politisches Schlagwort mit Ursprung in den 1970er Jahren in den Vereinigten Staaten, das Politiker der Demokratischen Partei bezeichnet, die erstmals im Jahr 1974, während der Nachwirkungen der Watergate-Affäre, in ein öffentliches Amt gewählt wurden.

## Hintergrund
Im August 1974 war der damalige US-Präsident Richard Nixon im Zuge der Watergate-Affäre gezwungen, als bisher einziger Präsident von seinem Amt zurückzutreten. Damit entging Nixon einem Amtsenthebungsverfahren, das bereits im Kongress eingeleitet worden war. Ihm folgte sein Vizepräsident Gerald Ford im Weißen Haus nach. Die Watergate-Affäre, in deren Verlauf gravierende Machtmissbräuche Nixons aufgedeckt wurden, führte zu einem massiven Vertrauensverlust der amerikanischen Bevölkerung gegenüber der Regierung und den Politikern in Washington. Dieses Misstrauen wurde durch andere Faktoren wie die Nachwirkungen des Vietnamkrieges und die Aufdeckung illegaler Aktivitäten der US-Geheimdienste in den vorherigen Jahren noch verstärkt. Unter den Folgen der Watergate-Affäre hatte auch der Ruf der Republikanischen Partei, der Nixon wie auch sein Nachfolger Ford angehörten, zu leiden. Der neue Präsident Gerald Ford konnte sich in Meinungsumfragen nach seinem Amtsantritt am 9. August 1974 noch hoher Beliebtheit und einem „Vertrauensvorschuss“ der Bevölkerung erfreuen. Als er jedoch Anfang September 1974 eine Amnestie für Nixon erließ, fiel sein öffentliches Ansehen rasch. Binnen einer Woche, so befanden Umfragen, sanken seine Zustimmungswerte von 71 auf 50 Prozent.
Wenige Monate nach Nixons Rücktritt, im November 1974, standen turnusgemäß Midterm-elections an, die immer genau zwischen zwei Präsidentschaftswahlen abgehalten werden. Neu gewählt wurden alle 435 Abgeordneten im Repräsentantenhaus und 33 der 100 Mitglieder des US-Senats. In rund zwei Drittel der Bundesstaaten fanden außerdem Wahlen zu den Gouverneuren und Parlamenten der Bundesstaaten statt. Obwohl in der amerikanischen Geschichte in Midterm-elections Verluste der Partei des Präsidenten keine Seltenheit sind, konnten die Demokraten bei den Wahlen am 5. November 1974 massive Zugewinne verbuchen. Sie vergrößerten ihre Mehrheiten in beiden Kammern des Kongresses: Im Senat errangen sie vier zusätzliche Mandate, was die demokratische Mehrheit von 56 auf 60 der 100 Mitglieder ausweitete. Im Repräsentantenhaus konnten die Demokraten 49 weitere Sitze und damit eine knappe Zweidrittelmehrheit erringen. Von den 435 Abgeordneten waren 291 Mitglied der Demokratischen Partei. Auch Wahlkreise, die in den vergangenen Jahren stets sicher von Republikanern gehalten wurden, fielen an die Demokraten, die auch eine Mehrheit der Gouverneurswahlen für sich entschieden. Auch die Versuche vieler republikanischer Kandidaten, sich von Nixon und Watergate deutlich zu distanzieren, zeigten nur wenig Wirkung. Die Politikwissenschaft spricht hier von einer Wave election.
Infolge dieser Wahlen prägten amerikanische Medien und Öffentlichkeit rasch den Begriff Watergate Babies für jene Politiker, die zum ersten Mal ein Mandat im Kongress oder ein Gouverneursamt errangen. Das politische Schlagwort sollte also zum Ausdruck bringen, dass die Wahl dieser Demokraten in erster Linie auf die Nachwirkungen der Watergate-Affäre zurückzuführen war. Weniger deren Persönlichkeit oder politische Positionen hätten eine Rolle bei der Wahlentscheidung gespielt, sondern die Bestrebung vieler Wähler, den Republikanern eine Wahlniederlage beizubringen. Die Bezeichnung Watergate Babies bezieht sich jedoch nur auf erstmals gewählte Politiker der Demokratischen Partei in diesem Jahr und nicht jene, die wiedergewählt wurden.

## Auswirkungen der Wahlen 1974
Auf Bundesebene war ein Kampf in der Gesetzgebung die Folge, als sich der neu gewählte Kongress im Januar 1975 konstituierte: Mehrere Vetos von Präsident Ford wurden mit der erforderlichen Zweidrittelmehrheit in den beiden Kongresskammern zurückgewiesen. Auch versagten die Parlamentarier weitere finanzielle Hilfen für den US-Verbündeten Südvietnam. Besonders unter den neu gewählten Demokraten, den Watergate Babies, war die Opposition dazu groß. Die republikanische Ford-Regierung gab daher den Demokraten im Kongress die Schuld am Kollaps des südvietnamesischen Regimes und dem Sieg der Kommunisten im April 1975. Innenpolitisch konnten die Demokraten politisch linksliberalere Vorhaben durchsetzen.

## Prominente Beispiele
Zahlreiche Demokraten, die erstmals 1974 gewählt wurden, entwickelten sich in den folgenden Jahren und Jahrzehnten zu prominenten politischen Figuren in den USA. Zu ihnen gehören unter anderen:
- Patrick Leahy, erstmals 1974 in den US-Senat gewählt, wo er von 1975 bis 2023 den Bundesstaat Vermont vertrat. Von 2012 bis 2015 und von 2021 bis 2023 war er außerdem Senatspräsident pro tempore.
- Tom Harkin, erstmals 1974 in das Repräsentantenhaus gewählt. Von 1985 bis 2015 vertrat er Iowa im Senat.
- Thomas Downey, erstmals 1974 in das Repräsentantenhaus gewählt, dem er bis 1993 angehörte. Mit 25 Jahren war er der jüngste Politiker der Watergate Babies.
- Jerry Brown, erstmals 1974 zum Gouverneur von Kalifornien gewählt. Dieses Amt übte er von 1975 bis 1983 und erneut von 2011 bis 2019 aus.